# Biakstare
Biakstare (Aplonis magna) är en fågel i familjen starar inom ordningen tättingar.

## Utseende och läte
Biakstaren är en stor och långstjärtad stare med helsvart fjäderdräkt. På rygg, hals och bröst är den blåglansig, vilket ger den ett streckat utseende. Underarten på Numfoor har tydligt kortare stjärt. Metallstaren är något lik, men biakstaren här mycket längre stjärt och saknar rött öga. Bland lätena hörs papegojlika skriande och raspiga ljud. 

## Utbredning och systematik
Biakstare delas in i två underarter:
- Aplonis magna magna – förekommer på Biak (utanför norra Nya Guinea)
- Aplonis magna brevicauda – förekommer på Numfoor (utanför nordvästra Nya Guinea)

## Levnadssätt
Biakstaren är en vanlig fågel i skogar i låglänta områden och lägre bergstrakter. Där ses den i skogsbryn och trädkronor. 

## Status
Arten har ett begränsat utbredningsområde och beståndsutvecklingen är oklar. IUCN kategoriserar den ändå som livskraftig.